# 小行星9807
小行星9807（英語：9807 Rhene）是一颗围绕太阳公转的小行星。1997年9月27日，小林隆男在大泉天文台发现了此天体。
这颗小行星的绝对星等为196.724986289298等。小行星9807以希臘神話的寧芙瑞妮命名。